# Wendie Jo Sperber
Wendie Jo Sperber (* 15. September 1958 in Hollywood, Los Angeles, Kalifornien; † 29. November 2005 in Los Angeles, Kalifornien) war eine US-amerikanische Schauspielerin.

## Leben
Wendie Jo Sperber wirkte in den 1980er und 1990er Jahren in vielen Fernsehserien und Kinofilmen mit, wenn auch zumeist in Nebenrollen. Ihr bekannteste Rolle wurde die Schwester von Marty McFly (gespielt von Michael J. Fox) in der Filmtrilogie Zurück in die Zukunft, die zwischen 1985 und 1990 entstand. Zu ihren weiteren bekannten Filmen zählen Steven Spielbergs Komödie 1941 – Wo bitte geht’s nach Hollywood (1979) und der Teenager-Film Zwei heiße Typen auf dem Highway (1978). Im Fernsehen konnte man Wendie Jo Sperber in Serien wie Wer ist hier der Boss?, Eine schrecklich nette Familie oder JAG – Im Auftrag der Ehre sehen.
1997 erkrankte die Schauspielerin an Brustkrebs. Sie gründete die Organisation weSPARK, die sich zur Aufgabe gemacht hat, andere krebskranke Menschen zu unterstützen. Wendie Jo Sperber selbst verlor den Kampf gegen ihre Krankheit und starb am 29. November 2005 im Alter von 47 Jahren. Sie war geschieden und hinterließ zwei Kinder.

## Filmografie (Auswahl)
- 1978: I Wanna Hold Your Hand
- 1978: Zwei heiße Typen auf dem Highway (Corvette Summer)
- 1978: Grease (im Abspann ungenannt)
- 1979: 1941 – Wo bitte geht’s nach Hollywood (1941)
- 1980: Mit einem Bein im Kittchen (Used Cars)
- 1980–1982: Bosom Buddies (Fernsehserie, 37 Folgen)
- 1981: Unter der Sonne Kaliforniens (Knots Landing, Fernsehserie, Folge 2x06)
- 1982–1983: Private Benjamin (Fernsehserie, 13 Folgen)
- 1984: Bachelor Party
- 1985: Traffic School – Die Blech- und Dachschaden-Kompanie (Moving Violations)
- 1985: Zurück in die Zukunft (Back to the Future)
- 1986: Die Stewardessen Academy (Stewardess School)
- 1987: Delta Fieber (Delta Fever)
- 1987–1988: Women in Prison (Fernsehserie, 13 Folgen)
- 1989: Mann muss nicht sein (Designing Women, Fernsehserie, Folge 3x19)
- 1990: Wer ist hier der Boss? (Who’s the Boss? Fernsehserie, Folge 6x17 Micellis Mörderbienen)
- 1990: Zurück in die Zukunft III (Back to the Future Part III)
- 1990–1991: Dick ist Trumpf (Babes, Fernsehserie, 22 Folgen)
- 1991: Harry und die Hendersons (Harry and the Hendersons, Fernsehserie, Folge 2x08)
- 1991: Eine schrecklich nette Familie (Married... with Children, Fernsehserie, Folge 6x13 Meine Freundin Sandy)
- 1992: Parker Lewis – Der Coole von der Schule (Parker Lewis Can’t Lose, Fernsehserie, 2 Folgen)
- 1992–1993: Küß’ mich, John (Hearts Afire, Fernsehserie, 17 Folgen)
- 1994: Werbung für die Liebe (Mr. Write)
- 1994: Perfect Love Affair (Love Affair)
- 1995: Hunter: Schlagzeile Mord (The Return of Hunter, Fernsehfilm)
- 1998: Murphy Brown (Fernsehserie, Folge 10x13 In der Selbsthilfegruppe)
- 1999: Will & Grace (Fernsehserie, Folge 1x12 Nicht ohne meine Putzfrau)
- 1999: Auf schlimmer und ewig (Unhappily Ever After, Fernsehserie, Folge 5x20 Das Pseudonym)
- 1999: Desperate But Not Serious
- 1999: Hör mal, wer da hämmert (Home Improvement, Fernsehserie, 2 Folgen)
- 2002: Das sexte Semester (Sorority Boys)
- 2003: JAG – Im Auftrag der Ehre (JAG, Fernsehserie, Folge 8x13 Der Nestbeschmutzer)
- 2003: Ein Hauch von Himmel (Touched by an Angel, Fernsehserie, Folge 9x14 Die Nachtigall)
- 2003: My Dinner with Jimi
- 2003–2005: Meine wilden Töchter (8 Simple Rules for Dating My Teenage Daughter, Fernsehserie, 4 Folgen)
- 2005: Keine Gnade für Dad (Grounded for Life, Fernsehserie, Folge 5x11 Aktion „Schönes Haus“)
- 2006: American Dad (Fernsehserie, Folge 1x20 Freundschaft verbindet, Stimme)